# Glaucopsyche andereggi
Glaucopsyche andereggi är en fjärilsart som beskrevs av Rühl 1891. Glaucopsyche andereggi ingår i släktet Glaucopsyche och familjen juvelvingar. Inga underarter finns listade i Catalogue of Life.